# Alexandria (Louisiana)
Alexandria je město ve Spojených státech amerických. Nachází se ve státě Louisiana. Ve městě žije přibližně 45 tisíc obyvatel a jeho rozloha činí 1,8 km². Je devátým nejlidnatějším městem v Louisianě. Leží na jižním břehu řeky Red téměř přesně v geografickém středu Louisiany. Na severovýchodě sousedí s městem Pineville. Své sídlo zde má Diecéze alexandrijská, dominantní je zde však Jižní baptistická konvence. Panuje zde vlhké subtropické podnebí, které je během zimy ovlivněno kontinentálním podnebím. Kolem města se hojně pěstuje cukrová třtina, bavlna nebo vojtěška.
V září 2005 bylo město zasaženo hurikánem Rita a v roce 2008 hurikánem Gustav. V roce 2020 tvořili 55 % obyvatel Afroameričané, 37 % obyvatel běloši, 3 % Hispánci a 2 % Asiaté.